# ميثاقية

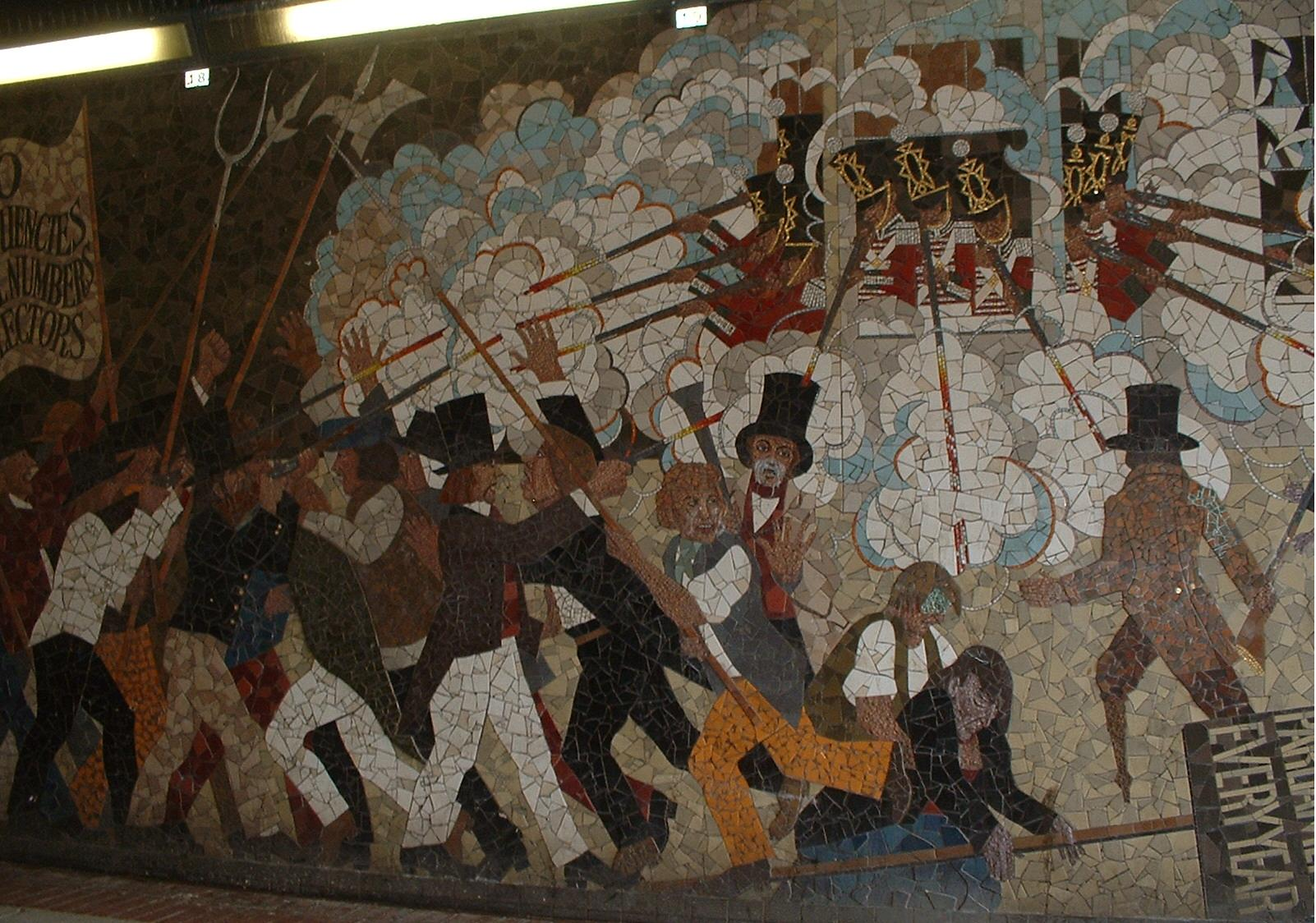

الميثاقية حركة عمالية انكليزية نشطت في القرن التاسع عشر ميلادي على أساس المبادئ التي اشتمل عليها «ميثاق الشعب» People's Charter الذي وضعه الزعيم الراديكالي اللندني وليم لوفيت عام 1838 م؛ ومن أبرز هذه المبادئ الاقتراع السري، وإلغاء شروط الملكية المفروضة على المرشحين لعضوية البرلمان، وجعل ولاية البرلمان عاماً واحداً.